# Житниця (Добрицька область)
Жи́тниця (болг. Житница) — село в Добрицькій області Болгарії. Входить до складу общини Добричка.

## Населення
За даними перепису населення 2011 року у селі проживала 501 особа.
Національний склад населення села:
| Національність   | Кількість осіб | Відсоток |
| ---------------- | -------------- | -------- |
| болгари          | 269            | 53,8%    |
| цигани           | 150            | 30,0%    |
| турки            | 4              | 0,8%     |
| інша             | 0              | 0%       |
| не визначились   | 77             | 15,4%    |
| Всього відповіли | 500            |          |

Розподіл населення за віком у 2011 році:
Динаміка населення: